# Ventana de Johari

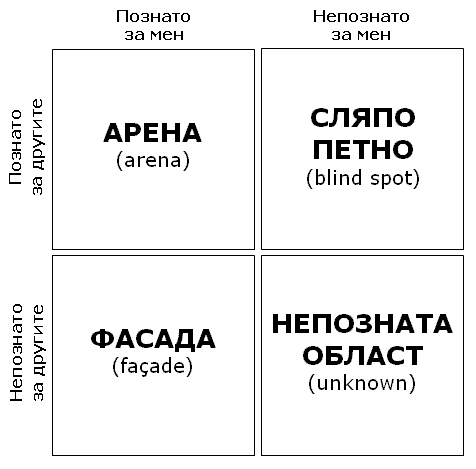
Ventana de Johari con inscripciones en búlgaro

La ventana de Johari es una herramienta de psicología cognitiva creada por los psicólogos Joseph Luft y Harrington Ingham —las primeras letras de cuyos nombres forman el acrónimo Johari— para ilustrar los procesos de interacción humana. Este modelo se utiliza generalmente en grupos de autoayuda y en ejercicios corporativos de dinámica de grupo a modo de heurística.
Este modelo de análisis ilustra el proceso de comunicación y analiza la dinámica de las relaciones personales. Intenta explicar el flujo de información desde dos puntos de vista: la exposición y la realimentación, lo cual ilustra la existencia de dos fuentes: los «otros», y el «yo».
La teoría se articula mediante el concepto de espacio interpersonal, que está dividido en cuatro áreas —cuadrantes—, definidas por la información que se transmite.
| Ventana de Johari          | Yo conozco de mí               | Yo desconozco de mí |
| Los demás desconocen de mí | Área oculta                    | Área desconocida    |
| Los demás conocen de mí    | Área libre o pública o abierta | Área ciega          |

Estos cuadrantes interactúan permanentemente entre sí, por lo que, si se produce un cambio en un cuadrante, este afectará a todos los demás.
Charles Handy llama a este concepto la «casa de cuatro habitaciones de Johari».[cita requerida] La primera habitación (área libre o pública o abierta) es la parte de nosotros mismos que los demás también ven. La número dos (área ciega) lo que los otros perciben pero nosotros no. La tercera (área oculta) es el espacio personal privado. La última habitación (área desconocida) es la parte más misteriosa del subconsciente o del inconsciente que ni el sujeto ni su entorno logran percibir.
Según la teoría, la persona en la que predomina el cuadrante libre o «abierto» funciona de manera más armónica y sana, pues se muestra tal cual es y como es, se conoce a sí misma y no vive con miedo a que los demás la conozcan. Aunque este punto entra en conflicto con personalidades introvertidas que, sin mostrarse tal y como son, también son sanas.

## Descripción
En el ejercicio, alguien elige una serie de adjetivos de una lista, eligiendo aquellos que siente que describen su propia personalidad. Los compañeros del sujeto obtienen la misma lista, y cada uno elige un número igual de adjetivos que describen al sujeto. Estos adjetivos se insertan en una cuadrícula de dos por dos de cuatro celdas.[cita requerida]

## Las cuatro zonas

### Libre
El área abierta es aquella parte de nuestro yo consciente -nuestras actitudes, comportamiento, motivación, valores, forma de vida- de la que somos conscientes y que es conocida por los demás. Nos movemos dentro de esta zona con libertad. Somos "libros abiertos".[cita requerida]

### Oculta
Los adjetivos seleccionados por el sujeto, pero no por ninguno de sus pares, van en este cuadrante. Estas son cosas que los compañeros desconocen o que son falsas excepto para el sujeto.[cita requerida]

### Ciega
Los adjetivos no seleccionados por los sujetos, sino solo por sus pares van aquí. Estos representan lo que otros perciben, pero el sujeto no.[cita requerida]

### Desconocida
Adjetivos que ni el sujeto ni los pares seleccionaron van aquí. Representan comportamientos o motivos del sujeto que nadie que participa reconoce, ya sea porque no se aplican o por ignorancia colectiva de estos rasgos.[cita requerida]

## Adjetivos Johari
El participante y sus compañeros pueden usar adjetivos como estos como posibles descripciones del participante en la ventana de Johari.[cita requerida]
| · capaz     | · cuidador    | · determinado  | · feliz         | · introvertido | · modesto    | · orgulloso | · escrutador     | · bobo        | · cálido    |
| · aceptante | · alegre      | · empático     | · útil          | · amable       | · nervioso   | · tranquilo | · autoafirmativo | · inteligente | · sabio     |
| · adaptable | · inteligente | · enérgico     | · idealista     | · conocedor    | · observador | · reflexivo | · autoconsciente | · espontáneo  | · ingenioso |
| · audaz     | · complejo    | · extrovertido | · independiente | · lógico       | · organizado | · relajado  | · sensible       | · simpático   |             |
| · valiente  | · confiado    | · amigable     | · ingenioso     | · amoroso      | · paciente   | · religioso | · sentimental    | · tenso       |             |
| · calmado   | · fiable      | · obsequioso   | · inteligente   | · maduro       | · poderoso   | · receptivo | · tímido         | · confiable   |             |